# فال-دو-غراس
فال-دو-غراس (بالفرنسية: Val-de-Grâce)‏ هو مستشفى عسكري يقع في الدائرة الخامسة، باريس، فرنسا، تأسس بتاريخ 19 مايو 1796. يبلغ عدد الأسِرة فيه 350 سريراً.

## أعلام
- شارلوت أغلاي من أورليان
- لويس دوق أورليان
- فرانسوا جوزيف فيكتور بروساي
- إيفون ديغول

## وصلات خارجية
- Church of the Val-de-Grâce (بالفرنسية)
- Photos of the church interior
- Musée du Service de Santé des Armées (Army Medical Service Museum)
- Brief History of Val-de-Grace (بالإنجليزية)